# Pichtogalo Chanion
Pichtogalo Chanion (Πηχτόγαλο Χανίων en griego) es un queso griego con denominación de origen protegida a europeo desde 1996. Se produce en la prefectura de La Canea, en la isla de Creta.
Se ha elaborado tradicionalmente con leche de cabra o de oveja o mezcla de las dos. Se trata de un queso de mesa suave. Carece de corteza, cortes o agujeros. Su textura es cremosa. Tiene un sabor fresco. Presenta un 65% máximo de humedad y un 50% mínimo de materia grasa. Se encuentra normalmente en contenedores metálicos.